# Céphée (bateau)
Pour les articles homonymes, voir Céphée.
Le Céphée (indicatif visuel M652) est un chasseur de mines de la Marine française. Sa ville marraine est Versailles. Avant d'être revendu à la France en 1997, il opéra jusqu'en 1993 dans la Marine belge sous l'appellation M919 Fuchsia.

## Histoire et missions
Le Céphée est un chasseur de mines de la classe Tripartite également appelée en France type Eridan du nom du bateau tête de série. Il a été construit pour la marine belge avant d'être vendu à la France. Il est basé à Brest et parrainé par la ville de Versailles depuis 2003.
Ses missions sont « la détection, la localisation, la classification, l'identification puis la destruction ou neutralisation des mines par fonds de 10 à 80 mètres, le guidage des convois sous menace de mines et la pénétration sous la mer, la recherche d'épaves ».
Comme les autres bateaux de la classe Tripartite, le Céphée dispose de trois turbines à gaz Turbomeca Astazou IVM1 disposées au-dessus de la ligne de flottaison afin de diminuer sa signature acoustique. En 2020, il est prévu que le Céphée sera désarmé avant 2029 comme pour les 8 autres bateaux de sa classe encore en service.